# Glechon
Glechon  é um gênero botânico da família Lamiaceae

## Espécies
Apresenta 19 espécies:
- Glechon affinis
- Glechon candida
- Glechon canescens
- Glechon caparaonensis
- Glechon ciliata
- Glechon discolor
- Glechon elliptica
- Glechon hassleri
- Glechon hoehneana
- Glechon marifolia
- Glechon myrtoides
- Glechon origanifolia
- Glechon paraguariensis
- Glechon rigidula
- Glechon ringens
- Glechon serpyllifolia
- Glechon spathulata
- Glechon squarrosa
- Glechon thymoides